# 中国科学院成都山地灾害与环境研究所
中国科学院成都山地灾害与环境研究所是中华人民共和国的一所地质灾害研究机构，是中国科学院直属研究单位，位于四川省成都市。